# Frederick Methvan Whyte
Frederick Methvan Whyte (né le 2 mars 1865 - décédé en 1941) est un ingénieur en mécanique néerlandais qui a travaillé pour le New York Central aux États-Unis,. Il est plus connu comme l'auteur de la codification Whyte pour décrire les différentes dispositions de roue des locomotives à vapeur en 1900,.
Dans certaines littératures ferroviaires, il est référencé comme « F. M. White », en utilisant l'orthographe anglicisée de son nom. En outre, certaines références épellent aussi son deuxième prénom.